# 阿氏异齿鳚
阿氏异齿鳚（学名：Ecsenius axelrodi）是一种生活在太平洋中西部珊瑚中的鳚科动物，该物种于1988年由Victor Gruschka Springer描述，分布於巴布亞紐幾內亞阿德默勒爾蒂群島和所羅門群島海域，深度3至36公尺，本魚體延長，稍側扁，似圓柱狀，頭鈍短，前鼻孔具一鼻鬚，無眼上鬚及頸鬚，顏色多變，但通常身體上有寬闊的橙色條紋，身體後半部有橫向的黑色條紋，有時會出現黑色縱向條紋，眼睛突出，有一條黑線貫穿，背鰭硬棘12枚、背鰭軟條12-14枚、臀鰭硬棘2枚、臀鰭軟條14-16枚，體長可達5.8公分。棲息在水質清徹的珊瑚礁陡坡，以藻類為食，具有領域性，雌魚產附著性卵，雄魚會有護卵行為，幼魚為浮游性，生活習性不明。

## 外部連結
- Catalogue of Life[]